# Supercoppa UEFA 1999
La Supercoppa UEFA 1999 è stata la ventiquattresima edizione della Supercoppa UEFA.
Svolta il 27 agosto 1999 allo stadio Louis II di Monaco, dove si sono affrontate la squadra vincitrice della Champions League 1998-1999, ovvero gli inglesi del Manchester United, e la squadra vincitrice della Coppa delle Coppe 1998-1999, ossia gli italiani della Lazio, è stata l'ultima edizione che ha previsto il formato "Champions League vs. Coppa delle Coppe". Dall'edizione seguente, i vincitori della Champions League avrebbero sfidato i vincitori della Coppa UEFA, essendo la Coppa delle Coppe stata abolita.
Il trofeo è stato conquistato per la prima volta nella sua storia dalla Lazio, che ha battuto i Red Devils per 1-0 con un gol del cileno Marcelo Salas.

## Partecipanti
| Squadre        | Qualificazione                                   | Partecipazioni precedenti (il grassetto indica la vittoria) |
| -------------- | ------------------------------------------------ | ----------------------------------------------------------- |
| Manchester Utd | Vincitrice della UEFA Champions League 1998-1999 | 1 (1991)                                                    |
| Lazio          | Vincitrice della Coppa delle Coppe 1998-1999     | Nessuna                                                     |

## Tabellino
| Arbitro: | Ryszard Wójcik |

|  |           |           |
|  | Marcatori | 35’ Salas |

| Manchester United | Lazio |

### Formazioni
|               |    |                      |     |     |
|               |    |                      |     |     |
| P             | 17 | Raimond van der Gouw |     |     |
| D             | 2  | Gary Neville         |     |     |
| D             | 6  | Jaap Stam            |     | 57’ |
| D             | 21 | Henning Berg         |     |     |
| D             | 12 | Phil Neville         |     |     |
| C             | 7  | David Beckham        |     | 58’ |
| C             | 16 | Roy Keane (c)        |     |     |
| C             | 18 | Paul Scholes         | 40’ |     |
| A             | 20 | Ole Gunnar Solskjær  |     |     |
| A             | 9  | Andy Cole            |     | 78’ |
| A             | 10 | Teddy Sheringham     |     |     |
| Sostituzioni: |    |                      |     |     |
| P             | 31 | Nick Culkin          |     |     |
| D             | 13 | John Curtis          |     | 57’ |
| C             | 11 | Ryan Giggs           |     |     |
| C             | 33 | Mark Antony Wilson   |     |     |
| C             | 34 | Jonathan Greening    |     | 78’ |
| A             | 14 | Jordi Cruyff         |     | 58’ |
| A             | 19 | Dwight Yorke         |     |     |
| Allenatore:   |    |                      |     |     |
| Alex Ferguson |    |                      |     |     |

| P                   | 1  | Luca Marchegiani     |     |     |
| D                   | 2  | Paolo Negro          |     |     |
| D                   | 13 | Alessandro Nesta (c) |     |     |
| D                   | 11 | Siniša Mihajlović    |     |     |
| D                   | 15 | Giuseppe Pancaro     |     |     |
| C                   | 18 | Pavel Nedvěd         |     | 66’ |
| C                   | 25 | Matías Almeyda       |     |     |
| C                   | 23 | Juan Sebastián Verón | 57’ |     |
| C                   | 20 | Dejan Stanković      |     |     |
| A                   | 21 | Simone Inzaghi       |     | 23’ |
| A                   | 10 | Roberto Mancini      |     | 84’ |
| Sostituzioni:       |    |                      |     |     |
| P                   | 22 | Marco Ballotta       |     |     |
| D                   | 5  | Giuseppe Favalli     |     |     |
| C                   | 7  | Sérgio Conceição     |     |     |
| C                   | 14 | Diego Simeone        |     | 66’ |
| C                   | 16 | Attilio Lombardo     |     | 84’ |
| A                   | 9  | Marcelo Salas        |     | 23’ |
| A                   | 19 | Kennet Andersson     |     |     |
| Allenatore:         |    |                      |     |     |
| Sven-Göran Eriksson |    |                      |     |     |